# Giardini moghul

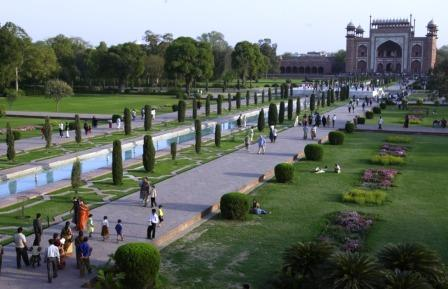
I giardini moghul del Taj Mahal

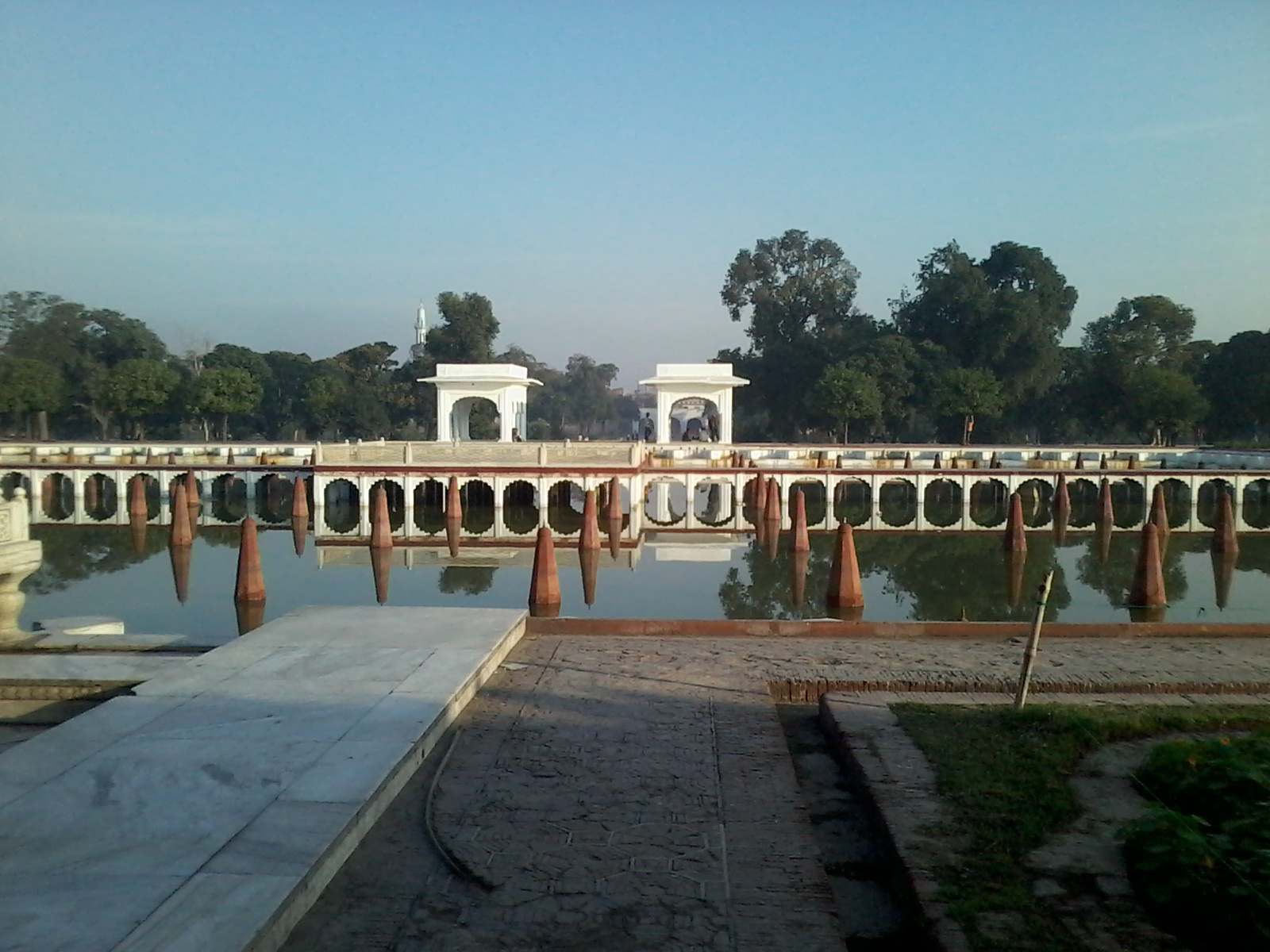
I Giardini Shalimar di Lahore, Pakistan

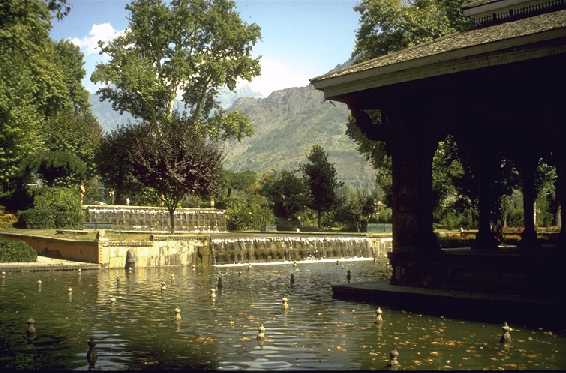
I giardini Shalimar di Srinagar, Kashmir

I giardini moghul sono i giardini realizzati dagli imperatori moghul secondo i canoni dell'architettura islamica: il risultato tradisce importanti influenze dai giardini persiani e da quelli timuridi. Tali giardini si sviluppavano su tracciati rettilinei, molto spesso all'interno di aree cintate.
Caratterizzante per queste realizzazioni è la presenza di stagni, fontane e canali all'interno dei giardini stessi.

## Storia
Il fondatore dell'Impero Moghul, Babur, descrisse il chahar bagh come la propria tipologia di giardino preferita: tale termine assunse da allora in India nuovi significati rispetto alle precedenti interpretazioni, poiché, come Babur stesso spiegava, proprio in India mancavano i corsi d'acqua a scorrimento veloce richiesti dai chahar bagh esistenti nell'Asia Centrale.
Nei territori corrispondenti agli attuali Pakistan, India e Bangladesh sorsero in epoca moghul una grande quantità di giardini di questa tipologia ma differenti dai propri predecessori centroasiatici soprattutto per la particolare cura della disposizione geometrica: si presume che il giardino di Agra noto oggi come Ram Bagh sia stato il primo esempio indiano di chahar bagh.
Le prime tracce scritte riguardanti i giardini moghul sono state ritrovate tra le memorie e le biografie degli imperatori, incluse quelle riguardanti Babur, Humayun e Akbar; successivi riferimenti si ritrovano anche all'interno dei "resoconti sull'India" stesi da numerosi viaggiatori europei, come ad esempio François Bernier. Il primo studio metodologico riguardante l'argomento risale però al 1913, con il Gardens of the Great Mughals scritto da Constance Villiers-Stuart. Moglie di un colonnello del British Indian Army, ebbe seguendo il marito la possibilità di instaurare una rete di contatti e conoscenze sul posto, oltre alla fortuna di poter viaggiare per il subcontinente: durante il soggiorno della coppia nei Giardini di Pinjore, la signora ebbe inoltre la possibilità di coordinare direttamente di persona le operazioni di gestione di uno dei più importanti giardini mughal esistenti.
Il libro di Constance Villiers-Stuart fa tra le altre cose menzione della realizzazione di un giardino all'interno della costruenda Residenza del Viceré di Nuova Delhi, attuale residenza del Presidente dell'India ed oggi nota come Rashtrapati Bhavan. In quanto consigliera dell'architetto Edwin Lutyens per il progetto, è credenza diffusa che suo possa essere stato il contributo decisivo alla scelta di appoggiarsi nella realizzazione al vocabolario stilistico moghul.
Sin dagli albori dell'Impero moghul, la creazione di giardini entrò nel novero delle attività preferite dalla corte: già Babur, il primo re-conquistatore moghul, fece realizzare giardini a Lahore e a Dholpur. Di Humayun, suo figlio, si dice che - pur avendo dedicato molto meno tempo alle attività di costruzione a scapito di quelle belliche - abbia trascorso la maggior parte del proprio tempo libero proprio nei giardini voluti dal padre.
Akbar fece costruire diversi giardini, dapprima a Delhi e successivamente ad Agra, la sua nuova capitale: i giardini riconducibili alla sua epoca risultano in gran parte affacciati sul fiume piuttosto che racchiusi in una fortificazione come quelli risalenti ai precedenti imperatori. La scelta di costruire lungo i corsi d'acqua piuttosto che all'interno di fortezze avrebbe caratterizzato in maniera considerevole l'architettura del paesaggio moghul successiva.
L'erede di Akbar, Jahangir, non fu costruttore altrettanto prolifico, ma diede il proprio contributo alla disposizione dei famosi giardini Shalimar e divenne famoso per il proprio amore verso i fiori. Si crede infatti che le sue escursioni nel Kashmir abbiano sviluppato in lui una particolare sensibilità per i temi naturalistici e floreali.
Durante il regno del figlio di Jahangir, Shah Jahan, si raggiunse l'apice dell'architettura e del design floreale all'interno dei giardini moghul. Fu Shah Jahan a decidere la costruzione del Taj Mahal, l'enorme complesso funerario voluto per celebrare la memoria della sua moglie favorita, Mumtaz Mahal. Fu anche promotore della costruzione del Forte rosso di Delhi, all'interno del quale si trova il Mehtab Bagh (giardino del chiaro di luna), un giardino serale riempito con gelsomino a schiusa notturna e altri fiori dai colori pallidi.. I padiglioni all'interno del giardino sono rivestiti di marmo bianco, di modo tale da riflettere il bagliore della luna piena. I marmi del giardino e del Taj Mahal sono intarsiati con pietre semipreziose a guisa di motivi floreali complessamente intrecciati: la figura più ricorrente in queste decorazioni è quella del tulipano, adottato da Shah Jahan come proprio simbolo personale.
I Moghul erano ossessionati dalla simbologia e inserirono in disparate maniere riferimenti simbolici all'interno dei propri giardini. I classici riferimenti coranici al paradiso venivano riprodotti nell'architettura, nella disposizione e nella scelta delle piante; insieme a ciò comparivano però giustapposti anche numerosi riferimenti secolari, tra cui elementi collegati alla numerologia ed allo zodiaco inerenti spesso, tra le varie motivazioni, la storia di famiglia.
I numeri Otto e Nove erano considerate dai moghul di buon auspicio ed erano quindi spesso rintracciabili nel conto delle terrazze o degli elementi architettonici all'interno dei giardini, come ad esempio le piscine ottagonali.
Il disegno dei giardini moghul deriva in prima battuta dal giardino islamico medievale, sebbene siano riscontrabili alcune influenze nomadi riconducibili alle origini turco-mongole dei Moghul. Julie Scott Meisami descrive il giardino islamico medievale come "un hortus conclusus, murato e protetto dal mondo esterno; all'interno il suo disegno era rigidamente formale, e gli spazi interni erano riempiti con quegli elementi che l'uomo trova più piacevoli in natura. Le sue caratteristiche essenziali comprendevano acqua corrente (forse l'elemento più importante) ed una piscina per poter riflettere le bellezze del cielo e del giardino; alberi di varie specie, alcuni semplicemente per creare ombra ed altri per produrre frutti; fiori, colorati e dal dolce profumo; erba, che generalmente cresceva spontanea sotto gli alberi; uccelli per riempire il giardino col loro canto; il tutto rinfrescato da una piacevole brezza. Il giardino poteva includere un poggio rialzato al centro, reminiscenza della montagna posta al centro dell'universo nelle descrizioni cosmologiche, spesso sormontato da un padiglione o da un palazzo.
Gli elementi di origine turco-mongola presenti all'interno del giardino moghul sono principalmente connessi alla presenza di tende, tappeti, e baldacchini che riflettono le origini nomadi. Le tende indicavano infatti in quel tipo di società lo status sociale, di conseguenza il benessere ed il potere erano ostentati tramite la ricchezza dei tessuti, così come dalle dimensioni e dalla quantità di tali tende.

## Lista di giardini moghul

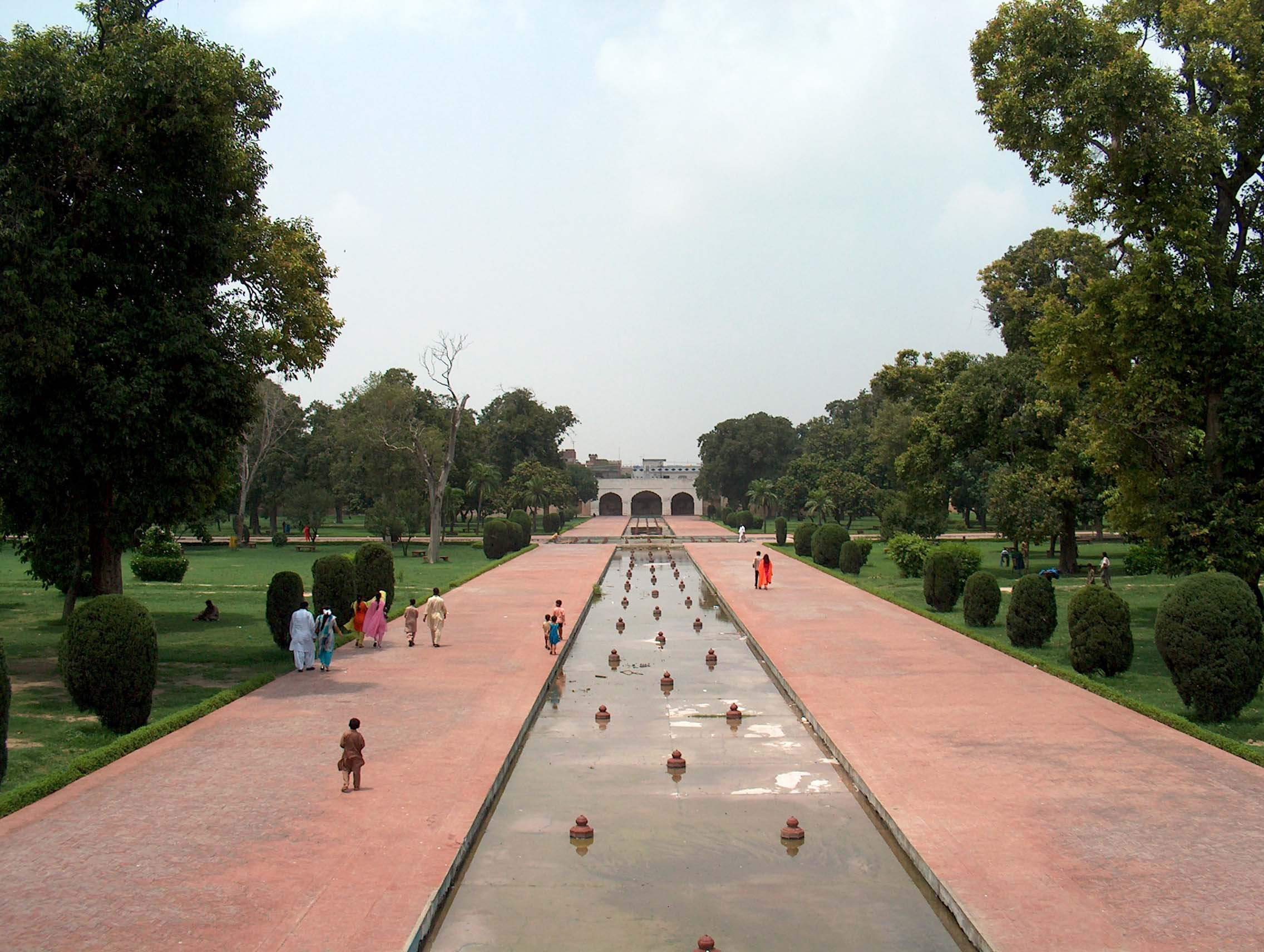
Esempio di giardino moghul a Lahore, Pakistan.

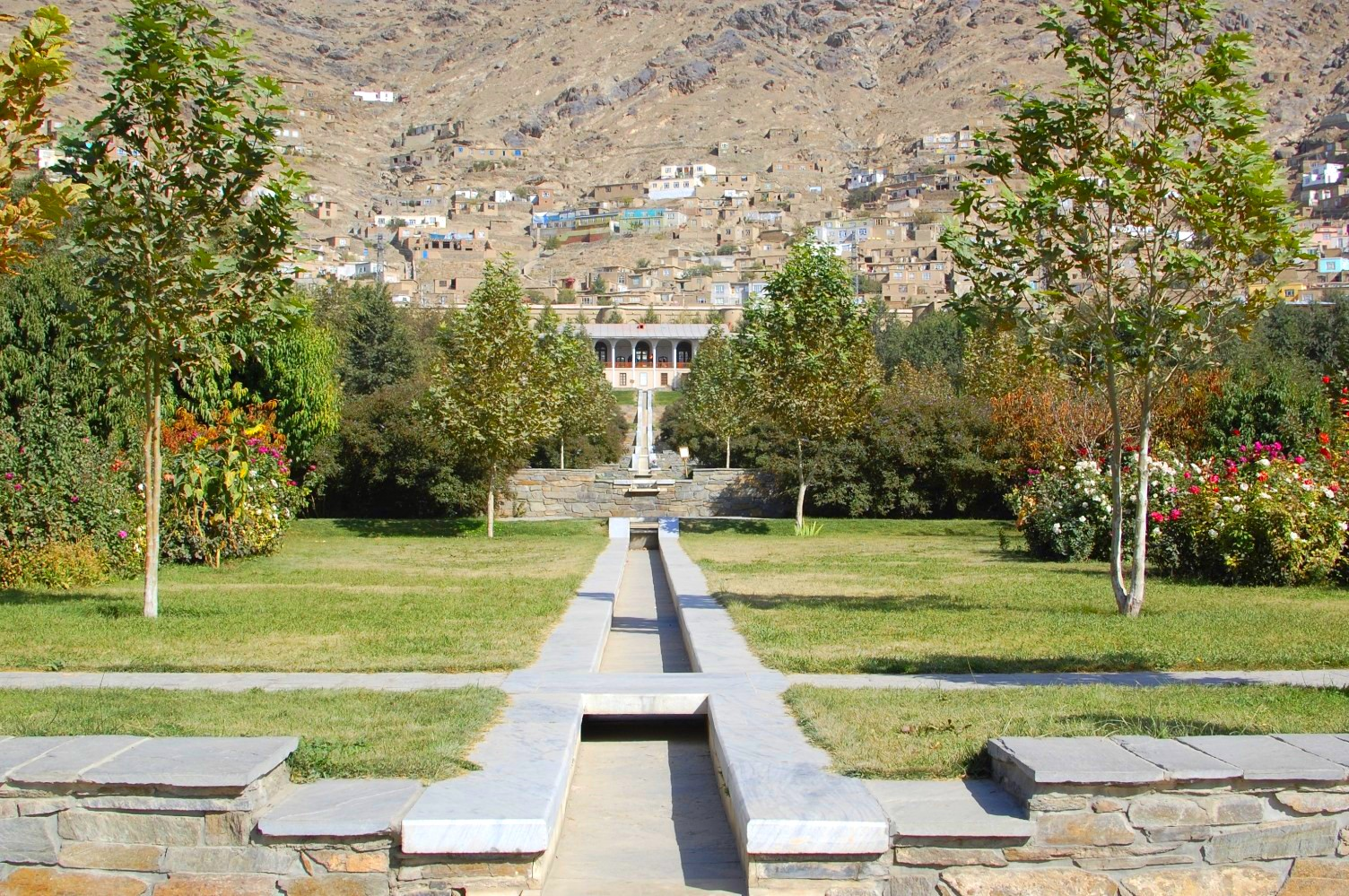
I Bagh-e Babur a Kabul, Afghanistan.

### Afghanistan
- Bagh-e Babur, Kabul

### India
- Tomba di Humayun, Delhi
- Taj Mahal, Agra
- Ram Bagh, Agra
- Mehtab Bagh, Agra
- Tomba di Safdarjung, Delhi
- Giardini Shalimar, Jammu e Kashmir
- Giardini Shalimar, Delhi
- Nishat Bagh, Jammu e Kashmir
- Giardini di Pinjore, Pinjore
- Khusrau Bagh, Allahabad
- Roshanara Bagh, Delhi

### Pakistan
- Chauburji, Lahore
- Forte Lahore, Lahore
- Shahdara Bagh, Lahore
- Giardini Shalimar, Lahore
- Hazuri Bagh, Lahore
- Hiran Minar, Sheikhupura
- Giardini moghul, Wah
- Giardini moghul, Duru-Verinag